# 趙麗穎
赵丽颖（英語：Zanilia Zhao，1987年10月16日—），河北廊坊人，中国大陸女演员。2011年，出演《新还珠格格》中晴兒一角開始獲得關注；2013及2014年，憑藉其主演之作品《陸貞傳奇》、《杉杉來了》提升知名度；而後主演《花千骨》、《青雲志》、《楚喬傳》、《知否？知否？應是綠肥紅瘦》；2024年憑藉《風吹半夏》獲得第34届电视剧飞天奖優秀女演員獎及第32屆中國電視金鷹獎最佳女主角。

## 演藝生涯

### 早年经历
赵丽颖在1987年10月16日出生于河北省廊坊市，毕业于廊坊市电子信息工程学校（中专），所学专业为空乘专业（航空管理）。

### 出道
赵丽颖在2006年底参加了國內的选秀比赛，成为2006年雅虎搜星冯小刚组的冠军，并出演冯小刚执导广告《跪族篇》，开始自己的演艺道路，被华谊兄弟签下。之后，与周迅合拍了玉兰油广告。
2006年，出演《金婚》及《南越王》，2007年又接拍了《春去春又回》，2008年出演《锁清秋》饰演安以轩的丫鬟文雁，2009年出演了《苍穹之昴》中的玲儿一角。2010年，在《佳期如梦》中扮演90后女孩ANN，又在新版《红楼梦》中饰演小“邢岫烟”一角。

### 走红
2011年，签约海润影视集团，并在2011年的琼瑶新剧《新还珠格格》中饰演了晴儿一角从而受到关注。2012年，随着《宫锁珠帘》、《错点鸳鸯戏点鸳鸯》因此知名度上升。
2013年，出演《陆贞传奇》中的陆贞。同年在《追鱼传奇》饰演女主角鲤鱼精红绫。
2014年，荣登福布斯中国名人榜并位列前80名。第一次出演现代戏女主角的电视剧《妻子的秘密》，她在剧中饰演江百合。同年，在《杉杉来了》一劇中飾演薛杉杉。同年里成立了海润传媒赵丽颖工作室。

### 穩定發展
2015年，在《花千骨》一剧中饰演花千骨。该剧成为中国首部网络播放总量突破200亿的电视剧，其亦凭借电视剧《花千骨》获得第6届澳门国际电视节最佳女主角奖。
2016年7月，參演電視劇《老九門》、《青雲志》和《胭脂》。同年9月，由河北省人民政府授予出任河北旅遊形象大使。10月14日，獲邀作为2017年北京杜莎夫人蜡像馆蜡像人物。10月16日，憑藉作品《花千骨》榮獲第28屆中國電視金鷹獎觀眾喜愛的女演員獎。11月21日，在一下科技E輪融資发布会宣布出任副總裁。12月20日，成為首位電視劇網絡播放量突破千億的女演員。
2017年，5月5日，擔任固定嘉賓的第二個真人秀節目《七十二層奇樓》開播。5月20日其蠟像正式入驻北京杜莎夫人蠟像館。6月5日，其參演的電視劇《楚乔传》開播。7月17日，《楚喬傳》成為中國大陸電視史上第一部全網播放量突破400億的電視劇。9月25日，受迪奧邀請參加巴黎時裝周，為該品牌唯一邀請的女藝人，同時擔任中國區的品牌形象大使。11月3日，主演電影《密戰》上映，搭檔郭富城。12月6日，正式成為中國大陸唯一一位單條微博轉發破億的女星。
2018年，2月10日，第二尊蠟像正式入駐重慶杜莎夫人蠟像館。2月12日，出演的《西遊記·女兒國》在尚未上映的情況下預售票房即破億，創下該系列電影之最。6月17日，受浪琴之邀以優雅大使的身份出席位於法國尚蒂伊小镇舉辦的「戴安娜赛马大奖赛」，本次也是趙麗穎首次以代言人之身份出席國外活動。11月12日，出演的電視劇《你和我的傾城時光》開播。12月25日，領銜主演的古裝劇《知否？知否？应是绿肥红瘦》開播，雙網收視率破2，騰訊視頻播放量破100億。
2019年，3月4日，宣布趙麗穎成為由李冰冰、李雪、唐雪薇、张天龙、尉迟辅航共同创立的和頌傳媒合伙人，並與其工作室展開全領域戰略合作。8月22日，赵丽颖复出出席荣耀手机发布会。12月3日，微博超級話題閱讀量正式突破1000億，成為第一位突破1000億的女藝人。
2021年，12月5日，懸疑劇《誰是兇手》於愛奇藝開播。
2022年，6月29日，《幸福到萬家》開播，綜合收視高達1.463，拿下2022年衛視聯播年冠，並成為優酷近三年現代劇播放量最高的劇集；7月，趙麗穎当选河北省影视家协会副主席10月27日，《風吹半夏》首播，趙麗穎在該劇中飾演90年代鋼鐵界敢闖敢拼的女企業家許半夏。10月27日，《風吹半夏》在江蘇衛視和浙江衛視開播，趙麗穎在該劇中飾演90年代鋼鐵界敢闖敢拼的女企業家許半夏，該劇綜合平均收視為0.931。趙麗穎以《風吹半夏》及《幸福到萬家》於2022年登陸五大衛視中的四大衛視，收視率共收下5個年冠3個年亞。
2023年，1月21日，登上2023 兔年央視春晚。在開場中表演《花開種花家》，節目中表演創意節目《滿庭芳·國色》。5月，趙麗穎憑藉《風吹半夏》第三次獲得中國電視白玉蘭獎最佳女主角提名，6月獲頒中國電視節目海外推廣大使。9月当选为中国文艺志愿者协会理事，中国电视艺术家协会理事。
2024年，8月4日，憑藉電影《第二十條》，榮獲第37屆大眾電影百花獎最佳女配角。9月21日，憑藉《風吹半夏》許半夏一角，榮獲第34屆電視劇飛天獎優秀女演員獎。9月25日，主演的電影《喬妍的心事》入選第37屆東京電影節主競賽單元以及第35屆新加坡國際影展「特別呈獻電影」單元。10月20日，以電視劇《風吹半夏》獲得第32屆中國電視金鷹獎最佳女主角獎
2025年1月14日，趙麗穎以《與鳳行》中的沈璃入駐上海杜莎夫人蠟像館。。2月16日，《布達拉宮》第二季播出，趙麗穎擔任配音。2025年5月23日，網路劇《在人間》定檔5月28日播出

## 個人生活
2018年，媒體報導趙麗穎與演員馮紹峰因拍攝電影《西遊記女兒國》及電視劇《知否？知否？應是綠肥紅瘦》熱戀，二人一直沒有承認消息。10月16日上午10時7分，二人於趙麗穎生日當天同時於微博上公開承認戀情，並晒出结婚证，宣布结婚。
2019年1月1日，馮紹峰在個人微博發文“知否知否，應是一家三口”，隨即趙麗穎轉發該條微博並配文“等候等候，恭迎2019”，正式宣布趙麗穎懷孕消息。3月8日，冯绍峰发微博称赵丽颖已经顺利生下一子。
2021年4月23日，赵丽颖與冯绍峰同时发布声明称：二人已决定和平分手，结束婚姻关系，未来将共同抚养陪伴孩子成长。

## 音乐作品

### 歌曲
| 歌曲名称         | 发行时间       | 备注                                                      |
| 《心情》         | 2013年5月5日   | 电视剧《陆贞传奇》片尾曲（与陈晓合唱）                    |
| 《不可说》       | 2015年6月9日   | 电视剧《花千骨》片尾曲（与霍建华合唱）                    |
| 《你是偶像》     | 2015年7月28日  | 綜藝節目真人秀《偶像来了》合唱主题曲                      |
| 《十年》         | 2015年8月9日   | 电影《我们的十年》主题曲（翻唱自陈奕迅同名作品）          |
| 《乱世俱灭》     | 2015年9月21日  | 电视剧《蜀山战纪之剑侠传奇》第一季片尾曲（与许志安合唱）  |
| 《我从来不存在》 | 2015年12月17日 | 电视剧《蜀山战纪之剑侠传奇》第四季片尾曲                  |
| 《心念》         | 2016年9月21日  | 电视剧《胭脂》主題曲                                      |
| 《望》           | 2017年5月26日  | 电视剧《楚喬傳》片頭曲（与張碧晨合唱）                    |
| 《想你》         | 2017年12月25日 | 首張合唱單曲 (與吳亦凡合唱)                               |
| 《知否知否》     | 2018年12月22日 | 电视剧《知否？知否？应是绿肥红瘦》片尾曲 （与冯绍峰合唱） |
| 《漁樵問答》     | 2024年10月25日 | 電影《喬妍的心事》片尾曲 （與辛芷蕾合唱）                 |

### MV演出
| 年份   | 合作歌手 | 歌名                                | 導演         | 备注                   |
| 2016年 | 關智斌   | 《終生角色》（To Love You Version） | 關智斌       | 首度參與歌曲MV演出     |
| 2017年 | 吳亦凡   | 《想你》(Miss You)                  | 瓜西西、李璇 | 首张单曲               |
| 2021年 | 張杰     | 《值得更好的》(You Deserve Better)  | 林孝謙       | 與張杰、魏大勛共同演出 |

## 奖项
| 年度   | 颁奖典礼                          | 获奖                           | 作品                     | 结果 | 参考        |
| 2013年 | 第5屆國劇盛典                     | 最佳新人女演員                 | 陸貞傳奇                 | 獲獎 |             |
| 2014年 | 第10届中国金鹰电视艺术节          | 金鹰女神                       | 不適用                   | 獲獎 | [ 54 ]      |
| 2014年 | 第6屆國劇盛典                     | 最具人氣演員                   | 杉杉來了                 | 獲獎 |             |
| 2015年 | 第6届澳門國際電視節               | 最佳女主角                     | 花千骨                   | 獲獎 | [ 55 ]      |
| 2015年 | 第7屆國劇盛典                     | 最具號召力演員/電視劇年度人物  | 花千骨                   | 獲獎 |             |
| 2016年 | 第19届华鼎奖                      | 中国当代题材电视剧最佳女演员   | 加油吧实习生             | 提名 | [ 56 ]      |
| 2016年 | 第19届华鼎奖                      | 中国古装题材电视剧最佳女演员   | 花千骨                   | 提名 | [ 56 ]      |
| 2016年 | 第22届上海电视节                  | 最佳女演员                     | 花千骨                   | 提名 | [ 57 ]      |
| 2016年 | 第28届中国电视金鹰奖              | 中國電視金鷹獎觀眾喜愛的女演員 | 花千骨                   | 獲獎 | [ 58 ]      |
| 2016年 | 第11届中国金鹰电视艺术节          | 最具人气女演员奖               | 花千骨                   | 提名 |             |
| 2016年 | 第3届亞洲彩虹獎電視頒獎禮         | 最佳古裝劇女演员               | 花千骨                   | 獲獎 | [ 59 ]      |
| 2016年 | 中国横店影视节第3届文荣奖         | 最佳女演员                     | 老九门                   | 獲獎 | [ 60 ]      |
| 2017年 | 第22届华鼎奖 华鼎奖               | 最佳女演员                     | 老九门                   | 提名 | [ 61 ]      |
| 2017年 | 第24届北京大学生电影节            | 最受大学生欢迎女演员           | 乘風破浪                 | 獲獎 | [ 62 ]      |
| 2017年 | 第8届澳門國際電視節               | 最佳女演员                     | 楚乔传                   | 提名 | [ 63 ]      |
| 2018年 | 第9届中国电影导演协会年度表彰评选 | 最佳女演员                     | 乘風破浪                 | 提名 | [ 64 ]      |
| 2019年 | 第25届上海电视节                  | 最佳女演员                     | 知否？知否？应是绿肥红瘦 | 提名 | [ 65 ]      |
| 2019年 | 第26届华鼎奖                      | 最佳女演员                     | 知否？知否？应是绿肥红瘦 | 提名 | [ 66 ]      |
| 2019年 | 第四届金骨朵网络影视盛典          | 最佳女演员                     | 知否？知否？应是绿肥红瘦 | 提名 | [ 67 ]      |
| 2020年 | 第30屆中國電視金鷹獎              | 最佳女演員                     | 知否？知否？应是绿肥红瘦 | 提名 | [ 68 ]      |
| 2020年 | 第30屆中國電視金鷹獎              | 中國電視金鷹獎觀眾喜愛的女演員 | 知否？知否？应是绿肥红瘦 | 獲獎 | [ 68 ]      |
| 2022年 | 第35屆华鼎奖                      | 當代題材最佳女演員             | 幸福到萬家               | 獲獎 |             |
| 2023年 | 第28屆上海電視節                  | 最佳女主角                     | 風吹半夏                 | 提名 |             |
| 2024年 | 第17屆亞洲電影大獎                | AFA新世代獎                    | 不適用                   | 獲獎 |             |
| 2024年 | 第37屆大眾電影百花獎              | 最佳女配角                     | 第二十條                 | 獲獎 |             |
| 2024年 | 第34屆電視劇飛天獎                | 優秀女演員                     | 風吹半夏                 | 獲獎 | [ 41 ]      |
| 2024年 | 第32屆中國電視金鷹獎              | 最佳女主角                     | 風吹半夏                 | 獲獎 | [ 2 ] [ 3 ] |
| 2024年 | 第37屆中國電影金雞獎              | 最佳女配角                     | 第二十條                 | 提名 |             |

## 荣誉
| 年度   | 頒獎單位                                               | 獎項                         |
| 2015年 | 第2屆《成都商報》讀者口碑榜                            | 年度電視劇女演員             |
| 2015年 | 《明星權力榜》                                         | 内地最具人氣女演員           |
| 2015年 | 尖叫2015愛奇藝之夜                                     | 互聯網最受歡迎電視劇女演員獎 |
| 2016年 | 尖叫2016愛奇藝之夜                                     | 年度最受歡迎演員             |
| 2017年 | 《CCSmart新傳智庫》2017明星價值榜                      | 年度最具價值女演員           |
| 2017年 | 上半年藝人新媒體指數                                   | 第1名                        |
| 2017年 | 《騰訊新聞》網友之選：十大流量電視劇演員               | 第1名                        |
| 2017年 | 年度電視劇女演員網絡熱度                               | 第1名                        |
| 2017年 | 《Vlinkage》藝人新媒體指數                             | 第1名                        |
| 2017年 | 《尼爾森》廣告代言人傳播力榜單10月&11月                | 第1名                        |
| 2017年 | 《中國最具商業價值明星榜》                             | 總榜第2名                    |
| 2017年 | 《中國最具商業價值明星榜》                             | 女明星榜第1名                |
| 2017年 | 《河北十大旅遊貢獻人物》                               | 其中之一                     |
| 2017年 | 《福布斯中國名人榜》                                   | 第4名                        |
| 2017年 | 百度數字資產榜                                         | 年度最具價值女藝人           |
| 2017年 | 2017愛奇藝尖叫之夜                                     | 年度藝人                     |
| 2018年 | 《中國電視劇六十年大系·人物卷》                        | 其中之一                     |
| 2018年 | 《尼尔森》网联2018年第1、4季度广告代言人传播力综合指数 | 第1名                        |
| 2018年 | 2018愛奇藝尖叫之夜                                     | 尖叫女神                     |
| 2019年 | 《福布斯中國名人榜》                                   | 第15名                       |
| 2019年 | 2019愛奇藝尖叫之夜                                     | 尖叫女神                     |
| 2019年 | 微博之夜                                               | 年度影響力演員               |
| 2020年 | 《福布斯中國名人榜》                                   | 第7名                        |
| 2020年 | 《福布斯亚洲社交媒体具有影响力明星》                   | 排名不分先後                 |
| 2020年 | 騰訊視頻星光大賞                                       | 年度影響力藝人               |
| 2020年 | 抖音心動之夜                                           | 年度最受歡迎女演員、年度女神 |
| 2022年 | 2022 愛奇藝尖叫之夜                                    | 觀眾喜愛女演員               |
| 2022年 | 微博視界大會                                           | 年度品質演員                 |
| 2023年 | 2023 BAZAAR ICONS 时尚芭莎年度派对                     | 年度演員                     |
| 2023年 | 第28屆上海電視節                                       | 中國電視節目海外推廣大使     |

## 爭議事件

### 「注水劇」
趙麗穎主演的《楚喬傳》被《北京日报》、《齊魯晚報》批劇情拖沓，為嚴重注水劇，原58集的電視劇，被強行拉長到67集。除內容外，該劇400億的播放量被央視點名批評數據注水，編劇汪海林調侃其為「全地球哺乳動物一隻看一遍《楚喬傳》」。《21世紀經濟報道》表示，經調查，只需花費幾毛至幾十元不等的成本，便可刷出一萬左右的播放量。2022年5月29日，趙麗穎主演電視劇網路播放量突破2000億登上熱搜。該消息首發不是發布自權威媒體機構或數據平台，而是來源於趙麗穎超話的粉絲，宣傳海報也體現了濃厚的飯圈風格，被《齊魯晚報》批評數據含水；編劇汪海林吐槽虛假數據“全球人口70億，人均30播放量看趙麗穎？虧心不虧心。”

### 管理失位導致飯圈亂象
2021年8月22日，網傳趙麗穎將在《野蠻生長》(現名《風吹半夏》）中與王一博二搭，引起粉絲不滿，259萬粉絲的趙麗穎全球粉絲後援會發長文表示「拒絕二搭是全體粉絲的核心訴求」；除揚言抵制劇外，粉絲還發起對王一博及導演傅東育的謾罵，也因此在網上和王一博的粉絲互撕。8月23日凌晨，趙麗穎全球粉絲後援會發博道歉。下午，趙麗穎粉絲群的多個官方微博或大V被大規模禁言，其中全球粉絲後援會官方帳號被永久禁言。截止23日，微博追加處罰，清除違規微博3770條，對1830個涉事帳號作出禁言處罰，其中情節嚴重的100個帳號作永久禁言，關閉帳號309個。在全球粉絲後援會被永禁後，趙麗穎官方工作室終就此事正式發聲，呼籲維護網絡文明，但沒有對粉絲表達批評之意。8月24日，微博發布公告稱「趙麗穎的粉絲在網絡上拉踩引戰、宣揚抵制，拒絕經紀公司正向引導，惡意組織召集網友發動圍攻、尋釁滋事」。趙麗穎官方工作室管理失位，發聲引導不及時，故被微博禁言15天；另新增清理內容633條，處置用戶175個，永久禁言140個。8月25日，微博再追加處置2150個帳號。截至8月25日，微博共禁言帳號2080個，關閉2459個帳號，其中包括百萬粉絲以上規模帳號7個。
趙麗穎工作室微博成了平台史上受此懲戒的第一人。粉絲群體也成為了自清朗中央网信办启动“清朗·‘饭圈’乱象整治”专项行动以來，首個因「互撕」遭大規模禁言的。多家央媒就此飯圈亂象發聲，包括人民日报、光明日报和央视网评。

## 备注
1. ↑  公布的时间10時07分与馮的生日为10月7日有关[來源請求]